# Finngrundet (fyrskeppsstation)
Finngrundet är beläget nortdost om den nordligaste grundklacken på östra Finngrundsbanken i Gävlebukten. Det var en svensk fyrskeppsstation och den andra i landet, där fyrskepp utlades. Positionen där skeppet ankrades kom att flyttas under årens lopp. Stationen var den längst ut från kusten belägna, med nästan 50 distansminuter till hemmahamnen i Öregrund. Fyrskeppen ersattes 1969 av en kasunfyr.

## Skeppslista
| Nummer | Namn        | Tjänstgöringsår |
| ------ | ----------- | --------------- |
| 1      | Finngrundet | 1859-1877       |
| 7      | Vulkan      | 1878            |
| 1      | Finngrundet | 1879-1887       |
| 12     | Grepen      | 1888-1897       |
| 5      | Utgrunden   | 1898-1900       |
| 24     | Reserv      | 1901-1902       |
| 25     | Finngrundet | 1903-1969       |